# Haras de Wången
Le haras de Wången (en suédois Travskolan Wången, autrefois Trav och Galoppskolan Wången soit école des chevaux de course de Wången), est un lieu à Wången, dans le Jämtland une des provinces historiques de Suède (actuellement qui fait partie du comté de Jämtland), près de la Länsväg Z 666 (sv), longtemps associé à l'élevage de la race du Suédois du Nord. Dès 1903, il joue un rôle crucial dans le développement de cette race. Il sélectionne chaque année une vingtaine de poulains parmi les meilleurs. Il donne naissance au fil du temps à plus de 700 étalons, dont des chefs de race.